# Matti Geschonneck
Pour les articles homonymes, voir Matti.
Matti Geschönneck, né le 8 mai 1952 à Potsdam (Allemagne), est un réalisateur allemand.

## Biographie
Matti Geschonneck est le fils de l'acteur Erwin Geschonneck (qui a prénommé son fils de son rôle de Matti dans Maître Puntila et son valet Matti). Il grandit à Berlin avec sa mère, l'actrice Hannelore Wüst, et son beau-père, le documentariste Gerhard Scheumann.
Il étudie la réalisation pendant quatre ans à l'Institut national de la cinématographie (WGIK) à Moscou. Il doit arrêter ses études et est rayé du SED parce qu'il ne s'est pas éloigné de Wolf Biermann après son expatriation. Il vit en Allemagne de l'Ouest depuis 1978.
Il travaille d'abord comme assistant réalisateur pour Thomas Langhoff, Eberhard Fechner et Diethard Klante. En 1991, il réalise son premier long métrage, Moebius, suivi de plusieurs épisodes de la série policière Tatort avec Günter Lamprecht. En 1995, la seule collaboration avec son père Erwin Geschonneck vient avec le film Matulla und Busch basé sur un scénario d'Ulrich Plenzdorf, qui dit adieu au cinéma avec cette comédie.
Après des années de travail exclusif à la télévision, son deuxième long métrage, Boxhagener Platz (de), est réalisé en 2009, d'après un roman de Torsten Schulz film qui connaît sa première mondiale à la Berlinale 2010 dans la série Spécial. À la Berlinale 2017, son long métrage In Zeiten des abnehmenden Lichts (de) , adapté du roman d'Eugen Ruge et scénarisé par Wolfgang Kohlhaase, y a sa première mondiale.
Matti Geschonneck est membre de l'Académie du cinéma européen.
Il est marié à l'actrice et réalisatrice allemande Ina Weisse.

## Filmographie (sélection)

### Au cinéma
- 1991 : My Lovely Monster (assistant réalisateur)
- 1993 : Möbius (de)
- 2010 : Boxhagener Platz (de)
- 2017 : In Zeiten des abnehmenden Lichts (de)
- 2022 : La Conférence (Die Wannseekonferenz)

### À la télévision
- 2007 : Zeit zu leben (de) (téléfilm)
- 2007 : Duell in der Nacht (de) (téléfilm)
- 2008 : Todsünde (téléfilm)
- 2009 : Hinter blinden Fenstern (de) (téléfilm)
- 2009 : Entführt (de) (téléfilm)
- 2010 : Tod in Istanbul (de) (téléfilm)
- 2011 : Liebesjahre (de) (téléfilm)
- 2011 : Der Verdacht (de) (téléfilm)
- 2012 : Tod einer Polizistin (de) (téléfilm)
- 2012 : Eine Frau verschwindet (de) (téléfilm)
- 2012 : Das Ende einer Nacht (de) (téléfilm)
- 2014 : Das Zeugenhaus (de) (téléfilm)
- 2014 : Helen Dorn (de) (série télévisée, 2 épisodes)
- 2015 : Der verlorene Bruder (de) (téléfilm)
- 2015 : Ein großer Aufbruch (de) (téléfilm)
- 2016 : Ein Kommissar kehrt zurück (téléfilm)
- 2017 : Südstadt (de) (téléfilm)
- 2020 : Une nuit pour convaincre (Das Verhör in der Nacht, téléfilm)
- 2020 : Unterleuten - Das zerrissene Dorf (de)  (mini-série télévisée, 3 épisodes)

## Distinctions
- 1994 : Goldener Gong pour Tatort Geschlossene Akten (scénario avec Günter Lamprecht)
- 1996 : Prix spécial de réalisation au prix du film télévisé de l'Académie allemande des arts du spectacle pour Angst hat eine kalte Hand
- 1998 : Prix du meilleur réalisateur au 7e TV Festival Shanghai pour Reise in die Nacht
- 2003 : Prix de la télévision bavaroise pour Die Mutter
- 2005 : Prix du film télévisé de l'Académie allemande des arts du spectacle pour Die Nachrichten
- 2006 : Prix de la télévision allemande - Meilleur réalisateur téléfilm/miniature pour Die Nachrichten et Silberhochzeit
- 2006 : Prix de la télévision bavaroise pour Die Nachrichten
- 2006 : Prix Adolf Grimme pour Die Nachrichten
- 2006: Prix Academia 21 - Association des professeurs universitaires bulgares sur les arts cinématographiques pour Silberhochzeit
- 2007 : Film Art Prize au Mannheim-Heidelberg Film Festival pour Die Tote vom Deich
- 2008 : German TV Crime Award pour Duell in der Nacht
- 2010 : Golden Camera Meilleur téléfilm allemand pour Entführt
- 2010 : Prix Hans Abich
- 2012 : Caméra d'or du meilleur téléfilm allemand pour Liebesjahre
- 2012 : Prix Adolf Grimme pour Liebesjahre
- 2012 : Prix de la télévision allemande - Meilleur téléfilm pour Das Ende einer Nacht (de)
- 2013 : Caméra d'or du meilleur téléfilm allemand pour Das Ende einer Nacht
- 2013 : Prix Adolf Grimme pour Das Ende einer Nacht
- 2013 : Distinction spéciale de l'Association allemande pour l'éducation des adultes
- 2013 : Hamburg Crime Prize en l'honneur de Jürgen Roland pour Das Ende einer Nacht (de)
- 2015 : Prix Rockie du Festival international des médias de Banff pour Das Zeugenhaus
- 2015 : Médaille d'or aux festivals de New York pour Das Zeugenhaus
- 2015 : Prix du jury étudiant du Baden-Baden TV Film Festival pour Ein großer Aufbruch
- 2016 : Caméra d'or du meilleur téléfilm allemand pour Ein großer Aufbruch
- 2019 : Ordre du mérite de l'État de Brandebourg